# 社川
社川（やしろがわ）は、福島県白河市から石川郡石川町にかけて流れる河川であり、一級水系阿武隈川水系の一次支流である。

## 地理
白河市南部の栃木県那須郡那須町との境をなす山中を水源とし西白河郡域東部（旧表郷村、棚倉町北部）を東へ流れ、石川郡浅川町にて流れを北に替え、同郡石川町にて支流の今出川と合流したのちに西白河郡矢吹町との境界をなす阿武隈川へ注ぐ。阿武隈川支流としては大きな流域面積を持ち、西側の社川流域と東側の今出川流域に大きく分けられる。社川本流の流域は田園風景が広がり、支流の最上流部には南湖公園があって、白河市民の憩いの場となっている。

## 歴史
5、6万年前まで、社川は阿武隈川の本流であった。古い阿武隈川は、上流から山地を出た川谷で、今の阿武隈川が東に行くところを南東に下り、堀川と谷津田川の上流が作る谷を経由して、原中でさらに南東に向かって現在の社川の流路に入った。阿武隈川が原中から北東に流れるようになってから、現在の社川が支流になった。
また、今は久慈川流域になっている棚倉町中心部は、もと社川の流域であった。棚倉の小盆地に集まった河川は北に向けて流れていたが、南から浸食を進めてきた久慈川によって河川争奪され、南へ流れるようになった。

## 流域の自治体
福島県
- 白河市（旧白河市、旧西白河郡表郷村域）
- 東白川郡棚倉町 - 白河市との市町境は河川に沿い入組み、両市町の出入りを繰り返す。
- 石川郡浅川町 - 棚倉町との町境も同様に河川沿いに入組み、両町の出入りを繰り返す。
- 白河市（旧西白河郡東村域） - 当河川が浅川町との市町境の一部を成す。
- 石川郡石川町

## 主な支流
- 今出川
  - 北須川
    - 東川
    - 平田川
    - 乙空釜川
    - 沢丈川

  - 飛鳥川
    - 組矢川（二級水系鮫川水系。分水路にて接続する）

  - 三森川
- 矢武川
- 白石川
- 殿川
- 黄金川
- 藤野川
  - 南湖

## 主な橋梁
下流より
- 王子橋(福島県道11号白河石川線）
- 日渡橋（福島県道75号塙泉崎線）
- 社川橋梁（JR水郡線）
- 滑川橋（福島県道277号社田浅川線）
- 童里夢橋（白河市道）
- 社川橋（福島県道44号棚倉矢吹線）
- 乙姫橋（白河市道）
- （福島県道278号釜子金山線）
- 社川橋（国道289号）
- 白川橋（福島県道76号伊王野白河線）

## 周辺
- 国道118号
- JR水郡線里白石駅
- 文殊菩薩堂
- 白河関跡